# Cynodon nlemfuensis
Espèce
Cynodon nlemfuensis est une espèce de graminées stolonifères non rhizomateuses de la famille des Poaceae.

## Répartition
L’aire de répartition d'origine de Cynodon nlemfuensis s’étend de l’Éthiopie jusqu'au sud de l’Afrique tropicale. Elle est présente en Angola, au Botswana, au Burundi, en Éthiopie, au Kenya, au Malawi, au Mozambique, en Ouganda, en République démocratique du Congo, au Rwanda, en Somalie, au Soudan, au Soudan du Sud, en Tanzanie, au Tchad, en Zambie et au Zimbabwe. C’est une plante vivace qui pousse principalement dans le biome tropical saisonnier et sec.
Cette graminée a été introduite notamment en Afrique de l'Ouest, dans la péninsule Arabique, en Australie, dans le Sud des États-Unis, au Mexique, en Amérique centrale, dans certains pays d'Amérique du Sud, à Taïwan et aux Philippines.

## Description
C'est une espèce stolonifère, mais non rhizomateuse.

## Cynodon nlemfuensiset l'Homme
Cette graminée est très utilisée comme fourrage dans de nombreuses contrées telles que Hawaï, le Texas, la Floride, le Mexique, l'Amérique centrale, les Caraïbes, les Galápagos, l'Amérique du Sud, l'Afrique de l’Ouest et australe, l'Arabie saoudite, Taïwan, les Philippines et l'Australie.
Elle est de plus utilisée pour l'environnement. C'est aussi un poison et un médicament.

## Liste des variétés
Selon GBIF (9 août 2025) :
- Cynodon nlemfuensis var. nlemfuensis Vanderyst
- Cynodon nlemfuensis var. robustus Clayton & J.R.Harlan

## Systématique
Le nom correct complet (avec auteur) de ce taxon est Cynodon nlemfuensis Vanderyst (d).
Cynodon nlemfuensis a pour synonyme :
- Cynodon dactylon subsp. sarmentosus Parodi